# Coelioxys agilis
Coelioxys agilis är en biart som beskrevs av Smith 1879. Coelioxys agilis ingår i släktet kägelbin, och familjen buksamlarbin. Inga underarter finns listade i Catalogue of Life.